# Evangelische Stadtkirche Westerkappeln

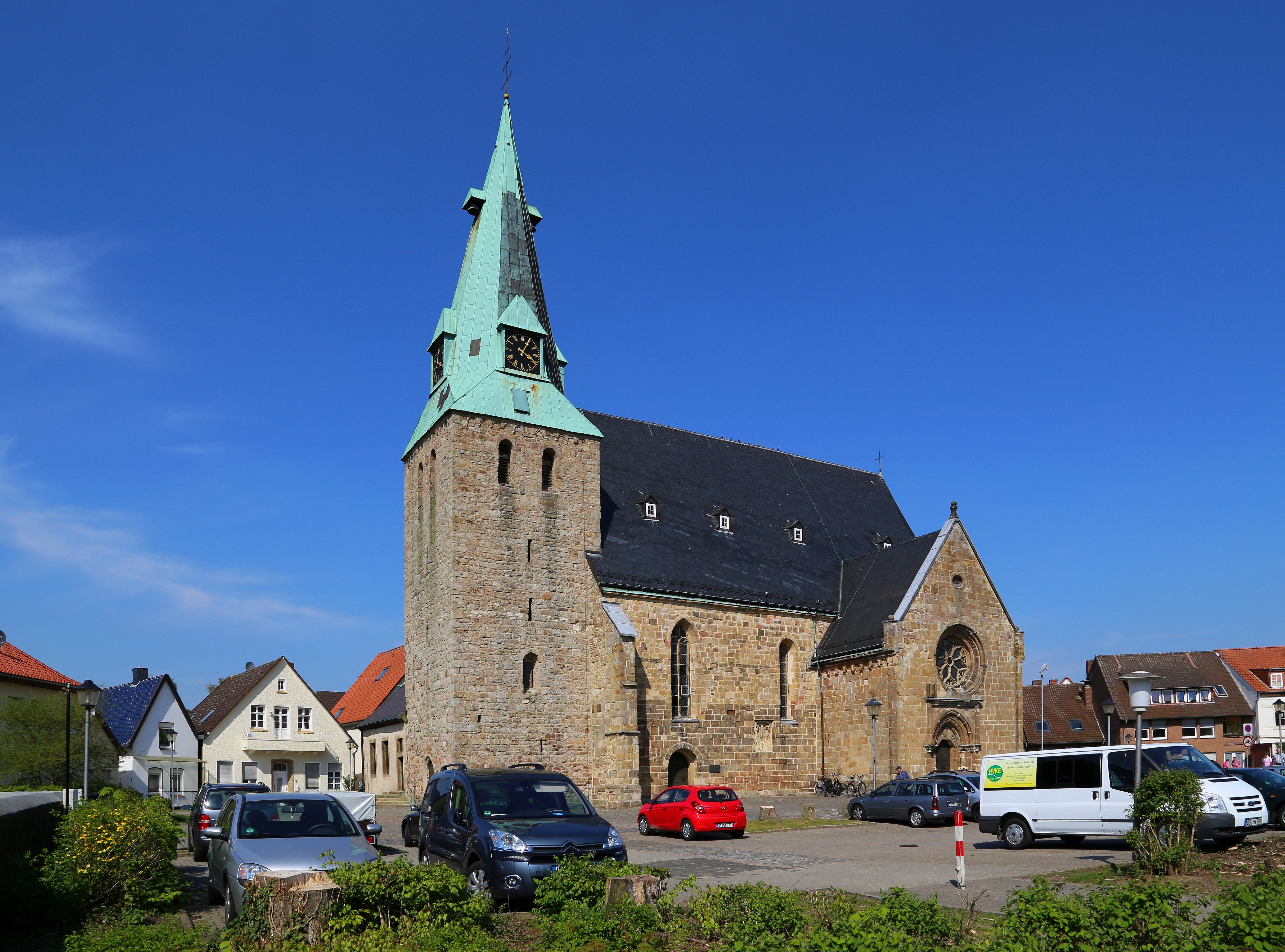
Ev. Stadtkirche Westerkappeln

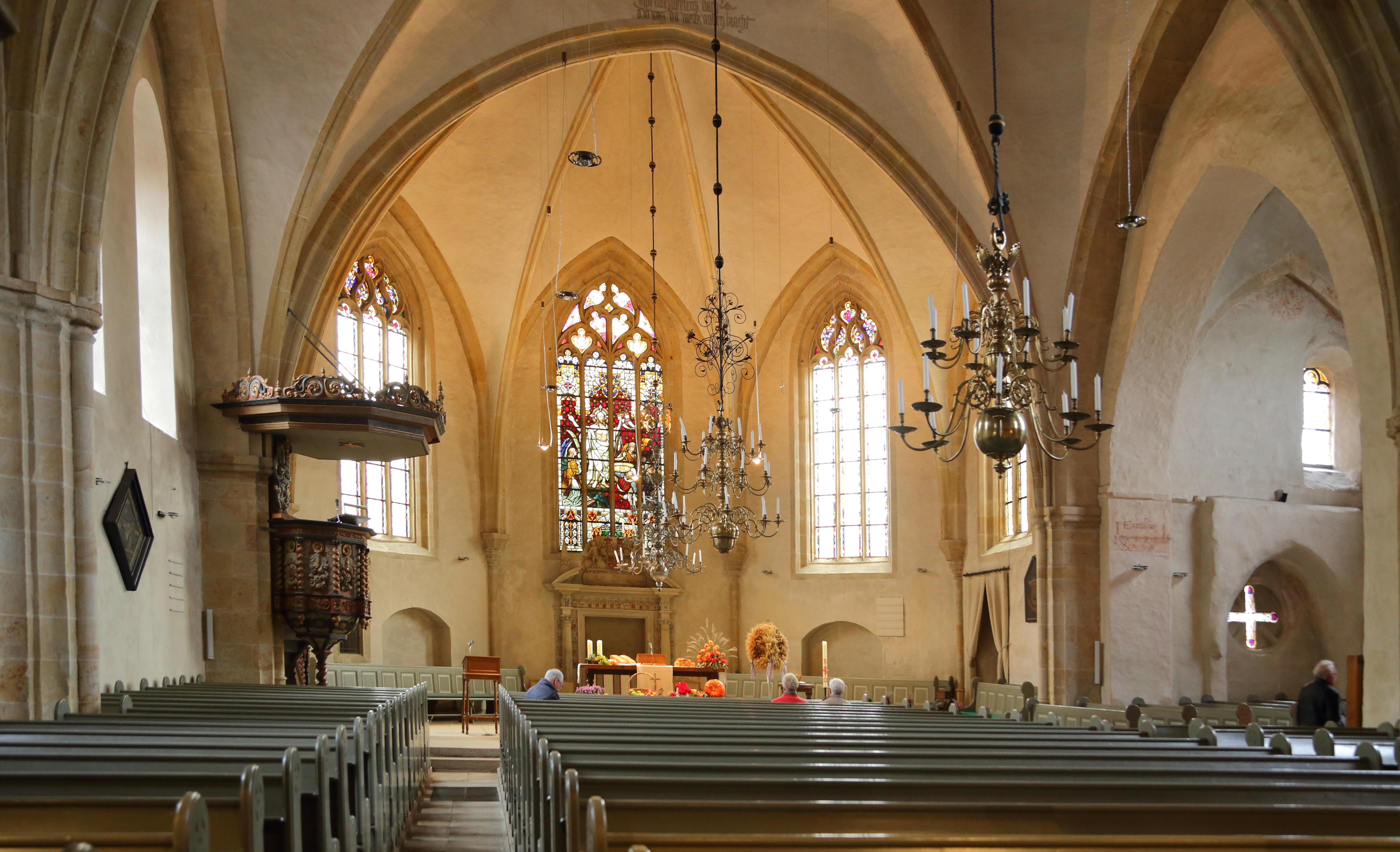
Blick zum Chor

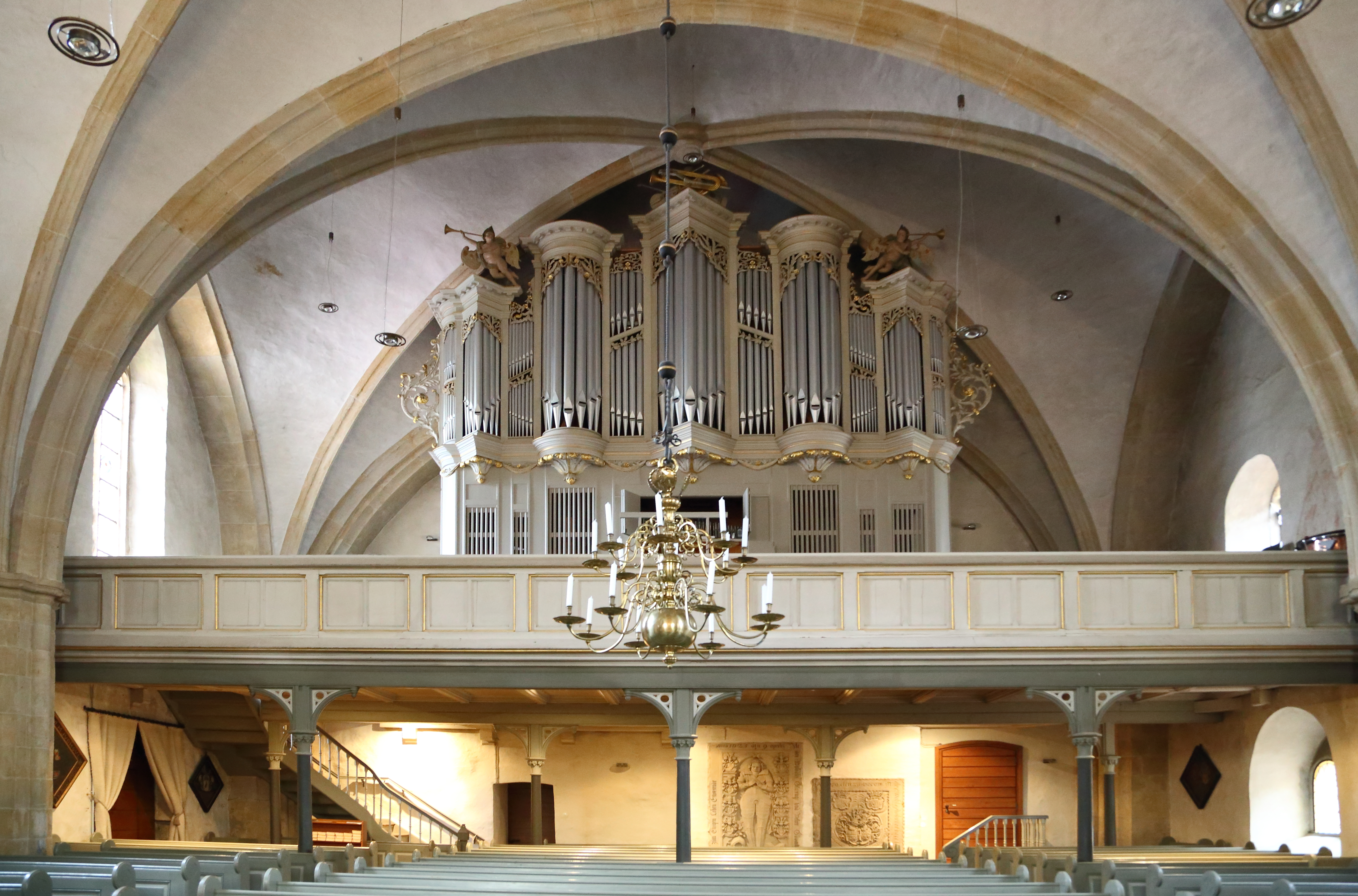
Blick zur Orgel

Die Evangelische Stadtkirche ist eine evangelische Kirche im historischen Ortskern von Westerkappeln im Tecklenburger Land. Sie geht auf einen Ursprungsbau aus dem 12. Jahrhundert zurück. In ihrer heutigen Gestalt wurde das Gotteshaus 1509 vollendet.
Gemeinsam mit der Evangelischen Kirche in Hambüren gehört die Stadtkirche der Evangelischen Kirchengemeinde Westerkappeln an. Die Gemeinde gehört zum Kirchenkreis Tecklenburg in der Evangelischen Kirche von Westfalen.

## Geschichte
Eine Kirche in Westerkappeln wurde erstmals im Jahre 1188 urkundlich erwähnt. Sie war vermutlich eine Eigenkirche auf Corveyer Besitz, die unter dem Einfluss des Klosters Corvey unter das Patrozinium des Hl. Stephanus gestellt wurde. Ab dem Jahre 1252 lag das Patronatsrecht beim Bistum Münster, und ab dem Jahre 1278 beim Kloster Gravenhorst (Hörstel). Bereits im ersten Drittel des 16. Jahrhunderts wurde die Gemeinde lutherisch, seit 1588 das reformierte Bekenntnis Geltung.
Die im 12. Jahrhundert errichtete Kirche war ein flacher Saalbau mit dem (bis heute erhaltenen) Turm. Im 13. Jahrhundert wurden die Mauern des Kirchenschiffs erhöht und die Kirche durch Errichtung eines Querhauses und eines neuen Chorraumes kreuzförmig angelegt. Von dieser Anlage sind das Nordportal sowie das südliche Querhaus erhalten.
Das Kirchenschiff basiert auf einer romanischen Basilika (dunkles Mauerwerk bis in eine Höhe von 5 m). Die späteren Teile wie das obere Mauerwerk, das Gewölbe, das Querschiff sowie der Chorabschluss entstammen der Spätgotik (mehrfache Umbauten).
Ab dem Jahr 1527 führte Graf Otto VII. in der Grafschaft Tecklenburg die Reformation ein. Treibende Kraft war Ottos Sohn Konrad. Zu dieser Zeit breiteten sich mit der Reformation auch die Bilderstürmer aus (erste Bilderstürmer in der Grafschaft bereits 1525). Eine zweite Welle des Bildersturms erfolgte im Zusammenhang mit den Täufern, die 1534/35 in Münster die Macht übernahmen. In diese Zeit fallen auch Zerstörungen in und an der Westerkappelner Stadtkirche. So büßten die Figuren am Südportal, „Ecclesia“ und „Synagoge“, ihre Köpfe ein. Im Innern wurde das Relief an der Südwand des Kirchenschiffs schwer beschädigt.
Zwischen 1588 und 1593 führte Graf Arnold II. (IV.) die reformierte Lehre Johannes Calvins und Huldrych Zwinglis nach und nach in seinen Territorien ein. Somit wurde das Reformierte Bekenntnis und die Reformierte Kirchenordnung eingeführt. Durch Verfügung des Königlich Preußischen Konsistoriums in Münster vom 9. Juli 1818 wurde für die evangelischen Kirchen im Konsistorialbezirk Westfalen eine neue Diözesan-Einteilung vorgenommen. Die Diözese Tecklenburg (heute: Kirchenkreis Tecklenburg) wurde gebildet, der die Kirchengemeinde Westerkappeln neben 16 anderen Gemeinden angehörte.
Bei Renovierungsarbeiten 1896 und 1923 wurden Fresken entdeckt, so die Kreuztragung Christi und eine Darstellung des Christopherus.
Bemerkenswert ist, dass das Südportal nach Westen versetzt zur darüberliegenden Fensterrose steht.

## Turm
Der Turm hat ein Quadrat mit einer Seitenlänge von 7,80 m als Grundriss mit einer Wandstärke von 1,60 m bis 1,80 m. Ursprünglich war der Turm als Zufluchtstätte konzipiert und verfügte daher nur über einen Eingang in 4,5 m Höhe. Später wurde ein spitzbogiger Eingang an der Westseite des Turmes hinzugefügt. Anhand eines umlaufenden Absatzes im Mauerwerk lässt sich vermuten, dass der Turm eine ursprüngliche Höhe von 17 m hatte. Später, vermutlich im 13. Jahrhundert, wurde das Mauerwerk auf mehr als 29 m erhöht. Mit der spätgotischen Dachhaube (15. Jh.) und dem Hahn misst der Turm heute exakt 43,09 m.
Der Bau des ältesten Teiles des Turmes wird allgemein auf das 12. Jh. datiert, da das Kirchspiel Westerkappeln erstmals 1188 im Osnabrücker Urkundenbuch erwähnt wird. Hierbei wird aber nicht berücksichtigt, dass die Architektur des Baus vor allem durch den Osnabrücker Bischof Benno II. (1067–1088) beeinflusst wurde (u. a. Bau der Klosterkirche Iburg, Gertrudenkloster Osnabrück). So lässt sich vermuten, dass der Turm bereits im späten 11. Jahrhundert errichtet wurde.
Der Turm steht nicht mittig zur Längsachse des Kirchenschiffes, sondern seitlich versetzt (das Kirchenschiff wurde leicht nach Nord versetzt zum Turm errichtet).

## Ausstattung

### Glocken
Das Geläut besteht aus zwei Bronzeglocken. Die ostwärtige Glocke, „Anna“ genannt, 1519 durch Herbert Bippen gegossen, hat einen Durchmesser von 1,43 m; die westliche Glocke wurde 1641 durch Peter Hemoni gegossen und misst 1,26 m im Durchmesser. Im Zweiten Weltkrieg wurde die „Anna“ als kriegswichtiges Gut beschlagnahmt und sollte eingeschmolzen werden. Dazu kam es aber nicht. 1947 wurde die Glocke auf einem Lagerplatz in Geseke wiederentdeckt und nach Westerkappeln zurückgeführt.

### Orgel
Die Orgel wurde zwischen 1821 und 1822 von Jan Adolf Hillebrand (Leuwarden) errichtet. Die Orgelbauwerkstatt Rohlfing ersetzte 1912 das Pfeifenwerk und erweiterte die Orgel auf 32 Register. Im Jahre 1962 wurde von der Werkstatt Emil Hammer Orgelbau ein neues Orgelwerk hinter das historische Gehäuse gebaut, in dem die Pedalregister Subbass 16′, Gedackt 8′ und Oktav 4′ von 1912 erhalten geblieben sind. Die Trakturen sind mechanisch, die Windlade als Schleiflade ausgeführt. Die Orgel hat 24 Register auf zwei Manualen und Pedal.
| I Manual C–g3 |              |       |
| 1.            | Prinzipal    | 8′    |
| 2.            | Rohrflöte    | 8′    |
| 3.            | Octave       | 4′    |
| 4.            | Gemshorn     | 4′    |
| 5.            | Nasat        | 2 ⁄3′ |
| 6.            | Waldflöte    | 2′    |
| 7.            | Mixtur IV–VI | 1 ⁄3′ |
| 8.            | Dulzian      | 16′   |
| 9.            | Trompete     | 8′    |

| II Manual C–g3 |             |       |
| 10.            | Holzgedackt | 8′    |
| 11.            | Violflöte   | 8′    |
| 12.            | Blockflöte  | 4′    |
| 13.            | Prinzipal   | 2′    |
| 14.            | Quinte      | 1 ⁄3′ |
| 15.            | Oktave      | 1′    |
| 16.            | Zimbel II   |       |
| 17.            | Regal       | 8′    |
|                | Tremulant   |       |

| Pedal C–g1 |                |     |
| 18.        | Subbass        | 16′ |
| 19.        | Prinzipal      | 8′  |
| 20.        | Gedackt        | 8′  |
| 21.        | Oktave         | 4′  |
| 22.        | Nachthorn      | 2′  |
| 23.        | Pedalmixtur IV |     |
| 24.        | Posaune        | 16′ |

- Koppeln: II/I, I/P, II/P

### Kirchenmusik
Neben den Kirchengemeinden  Lengerich (Westf.),  Ibbenbüren und Jacobi zu Rheine beschäftigt die Kirchengemeinde Westerkappeln einen hauptberuflichen Kirchenmusiker. Aufgrund der hohen Begeisterung in der Gemeinde für populare Kirchenmusik soll die hauptamtliche Kirchenmusikerstelle künftig durch einen Pop-Kantor besetzt werden.